# 赫卡特斯山
赫卡特斯山（Hecates Tholus）是火星上的火山，根據歐洲太空總署的火星快車號觀察的結果，三億五千萬年前赫卡特斯山曾經有巨大的火山爆發。這次的噴發創造了直徑10公里的破火山口，並且冰川的沉積物稍後充填了部分的破火山口和相鄰的窪地。火山口的計數顯示這是發生在500萬至2000萬年前的事，但是氣候模是顯示目前在赫卡特斯山的冰並不穩定，因為氣候變化指出冰川仍在活動中。這也顯示出冰川的年齡對應於火星自轉軸傾角增加的時期。
這座火山在埃律西昂平原上，位於火星北緯32.1度，東經150.2度，直徑183公里。它是埃律西昂火山群中最北邊的，其它的是埃律西昂山和歐伯山。
在行星命名中，"tholus"是用來描述一個小小的圓頂的山或小山。

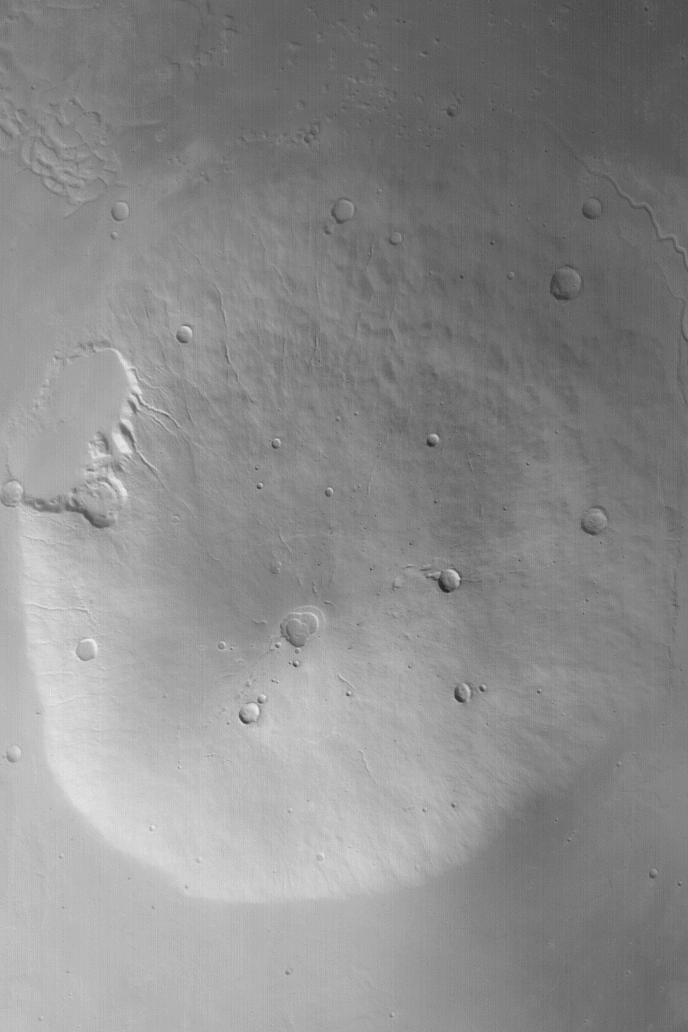
高空攝影的赫克提斯山。

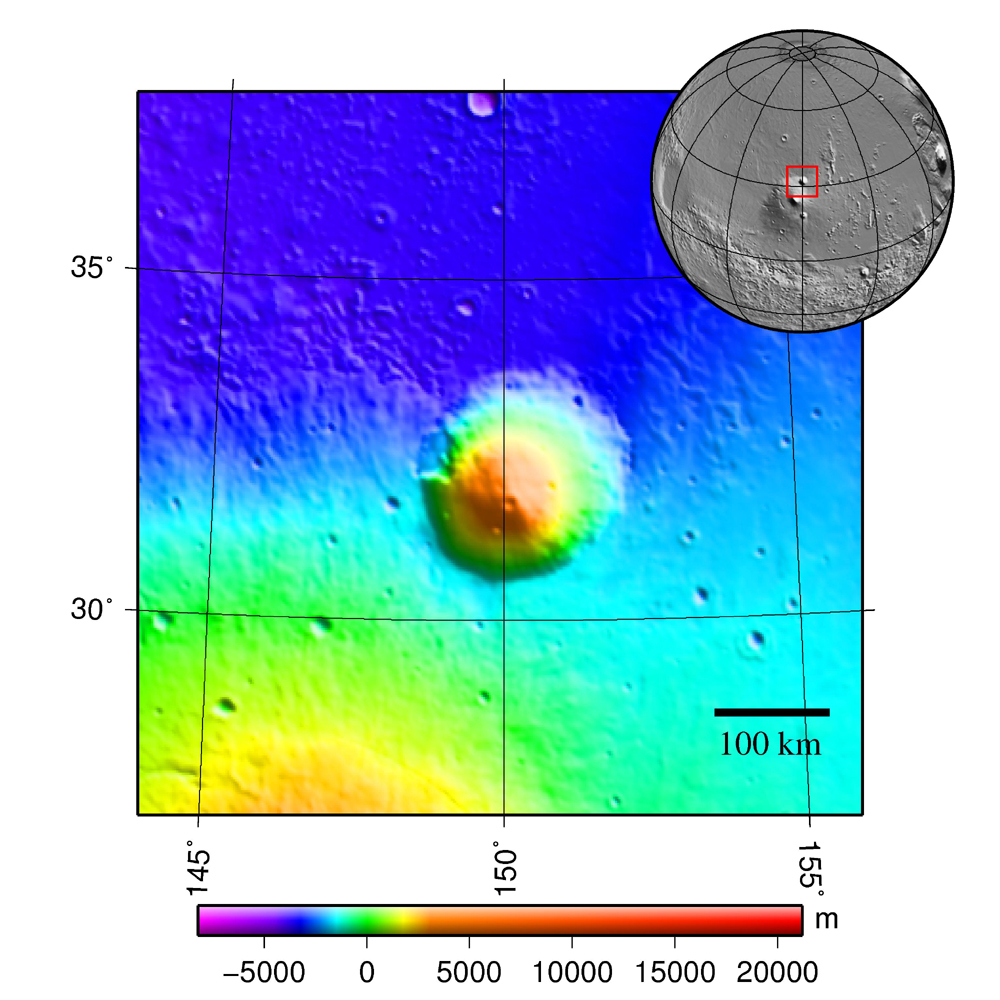
赫卡特斯山的地勢圖。
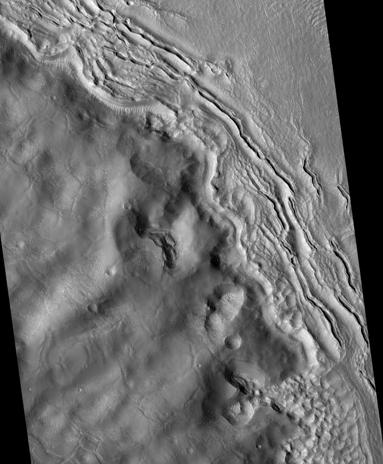
HiRISE所見的赫卡特斯山脈，山脊是西北的走向。

## 外部連結
- Google Mars （页面存档备份，存于） - zoomable map centered on Hecates Tholus
- List of Martian tholi （页面存档备份，存于）
- （页面存档备份，存于） 3-D view of Hecates Tholus from Mars Express